# Stephan Kudert
Stephan Kudert (* 6. Mai 1962 in West-Berlin) ist ein deutscher Wirtschaftswissenschaftler und seit 1994 Professor am Lehrstuhl für Allgemeine Betriebswirtschaftslehre (ABWL), insbesondere Betriebswirtschaftliche Steuerlehre und Wirtschaftsprüfung an der Europa-Universität Viadrina in Frankfurt (Oder). 2018 war er geschäftsführender Präsident der Europa-Universität Viadrina.

## Leben
Kudert machte 1980 in Berlin das Abitur, studierte 1981 bis 1985 Betriebswirtschaftslehre an der Technischen Universität Berlin und promovierte 1989 an der Freien Universität Berlin (FU). Seine Habilitation erfolgte 1994 ebenfalls an der FU Berlin.
Seit 1994 lehrt er als Professor der ABWL an der Europa-Universität Viadrina. Weiterhin ist Kudert seit 2000 Lehrbeauftragter der Bundessteuerberaterkammer für Internationales Steuerrecht und seit 2001 Lehrbeauftragter an der Universität Hamburg im MBA-Studiengang International Taxation. Ab 2002 arbeitet er als Visiting Professor der European School of Management and Technology Berlin und ist seit 2007 Wissenschaftlicher Leiter für Internationales Steuerrecht im Deutschen wissenschaftlichen Institut der Steuerberater. Des Weiteren hatte er seit 2015 die Position des Vizepräsidenten der Europa-Universität Viadrina inne. Nachdem Präsident Alexander Wöll im Oktober 2017 seinen Rückzug erklärt hatte, war Kudert vom 1. Januar bis 30. September 2018 geschäftsführender Universitätspräsident der Europa-Universität Viadrina.
Durch Wirtschaftswissenschaftler Adrian Cloer ist Stephan Kudert auch bekannt unter dem Namen „Big Daddy“.

## Schriften (Auswahl)
Kudert ist Autor oder Herausgeber von über 50 Büchern (einschließlich einer Reihe von Neuauflagen) und veröffentlichte über 240 Aufsätze (Stand 2014).
- Bilanzierungshilfen und sonstige Bilanzhilfsposten im Handelsrecht. Verlag Eul, Bergisch Gladbach / Köln 1990.
- Stephan Kudert (Hrsg.): Das polnische Bilanz- und Steuerrecht, mit Gestaltungsempfehlungen für Direktinvestitionen deutscher Unternehmen. Erich Schmidt Verlag, Berlin / Bielefeld 1999.
- Steuerberatung – Betriebswirtschaftliche Grundlagen des Kanzleimanagements von Steuerberatungsunternehmen. Erich Schmidt Verlag, Berlin / Bielefeld 1999.
- Opodatkowanie i rachunkowość w Polsce. PWN, Warschau 2000 (polnisch).
- Fachwörterbuch für die Steuerberatung, deutsch-polnisch, Rechnungswesen – Steuerrecht – Berufsrecht. DATEV-Verlag / Forum Verlag, Nürnberg / Warschau 2000.
- Steuerrecht, in der Reihe leicht gemacht. Ewald von Kleist Verlag, 2002.
- Doradztwo podatkowe - ekonomiczne podstawy zarządzania kancelarią doradcy podatkowego. DATEV-Verlag / Forum Verlag, 2002 (polnisch).
- Stephan Kudert, Peter Sorg: Bilanzrecht (= leicht gemacht). Ewald von Kleist Verlag, 2003.
- Stephan Kudert, Peter Sorg: IFRS (= leicht gemacht). Ewald von Kleist Verlag, 2005.
- Wirtschaftsstandort Ukraine, Rechtliche und wirtschaftliche Rahmenbedingungen für ausländische Investoren. Europa-Universität Viadrina, Europäisches Wissenschaftszentrum am Collegium Polonicum (EWZ) / Deutscher Universitätsverlag, 2006.
- Investieren in Polen; Steuerliche und rechtliche Rahmenbedingungen für deutsche Unternehmen - mit Gestaltungsempfehlungen. 3. Auflage. Erich Schmidt Verlag, Berlin / Bielefeld 2007 (ehemals: Das polnische Bilanz- und Steuerrecht).
- Stephan Kudert, Marcin Jamrozy: Optymalizacja opodatkowania dochodow przedsiebiorcow. Wolters Kluwer, Warschau 2007 (polnisch).
- Stephan Kudert, Peter Sorg: Steuerbilanz (= leicht gemacht). Ewald von Kleist Verlag, 2009.
- Stephan Kudert, Peter Sorg: Übungsbuch Rechnungswesen (= leicht gemacht). Ewald von Kleist Verlag, 2011.
- Stephan Kudert, Peter Sorg: Kostenrechnung (= leicht gemacht). Ewald von Kleist Verlag, 2015.
- Christina Elschner, Dagmara Jajeśniak-Quast, Stephan Kudert: Unternehmensbesteuerung in Ostmitteleuropa: Bestandsaufnahme, Entwicklungen und praktische Fragen nach 10 Jahren EU-Osterweiterung. epubli, 2016.
- Stephan Kudert, Tobias Hagemann, Christian Kahlenberg: Die Internationalisierung der Unternehmerfamilie – Reformvorschläge für die Wegzugsbesteuerung. 2017.
- Stephan Kudert, Kevin M. Kudert: Investitionsrechnung (= leicht gemacht). Ewald von Kleist Verlag, 2020.
- Peter Sorg, Sebastian Leitsch, Dino Höppner, Stephan Kudert: IFRS (= leicht gemacht). 5. Auflage. Ewald von Kleist Verlag, 2022.